# Instituto Bonaerense de Numismática y Antigüedades
El Instituto Bonaerense de Numismática y Antigüedades es una sociedad científica creada en 1872 en Buenos Aires, Argentina. Sus actividades comprenden la investigación numismática e histórica, la acuñación de medallas, la edición de publicaciones y organización de exposiciones. La sociedad reúne a coleccionistas de monedas, medallas, diarios antiguos, correspondencia, actas, revistas y otros escritos, mates de platas, grabados y sahumadores, entre otros objetos.
Fue fundado el 16 de junio de 1872 por Aurelio Prado y Rojas, Andrés Lamas, Manuel Ricardo Trelles, Bartolomé Mitre, Juan Alsina, Miguel Salas y Luís Fontana, entre otros, en la Sala de Grados de la Universidad de Buenos Aires.
El actual presidente es el historiador Manuel Luis Martí.